# The Farmer Boys
The Farmer Boys, bestehend aus Bobby Adamson (* 20. September 1933) und Woody Murray (* 11. September 1933), war ein US-amerikanisches Country- und Rockabilly-Duo, das in den 1950er Jahren mit Country-Musik ihre Karriere startete und später einen wesentlichen Beitrag zur Entstehung des Bakersfield Sound leistete.

## Karriere

### Anfänge
Das Duo fand sich 1952 zusammen, als sie gemeinsam auf Feiern und in Bars auftraten. Nach einem Auftritt im Happy-Go-Lucky Club wurden sie von Herb Henson zu seiner nächtlichen Radiosendung auf KERO eingeladen. Nach kurzer Zeit waren sie Stammgäste in der Show. Hier bekamen sie auch ihren Namen; Henson nannte sie die Farmer Boys, da Adamson und Murray aus Farmersville, Kalifornien stammen.
Nach einem erfolglosen Vorspiel bei den MGM Records bekamen sie einen Plattenvertrag bei den Capitol Records.
Ihre erste Session hielten sie am 12. Januar 1955 ab.

### Erfolge
Ihre ersten Titel You’re A Humdinger und Onions, Onions waren stilistisch an den Komik-Titeln des Comedy-Duos Homer and Jethro angelehnt, weitaus mehr Erfolg hatten sie jedoch mit ihrem reinen Country-Titel Flip Flop, was ihnen die Möglichkeit gab, mit damaligen Stars wie Webb Pierce, Hank Locklin, Carl Smith und Elvis Presley zusammen zu spielen. Zudem traten sie in der Grand Ole Opry, der erfolgreichsten und bekanntesten Radioshow Amerikas, auf. 1956 wandten sich die Farmer Boys, beeinflusst durch Elvis und der Rock-’n’-Roll-Welle, dem Rockabilly zu. Ihre beiden Titel Cool Down Mame und My Baby Done Left Me gelten heute als Klassiker.
Nach ihrem erfolgreichen Ausflug in die Rockabilly-Musik kehrten sie jedoch wieder zur Country-Musik zurück. In ihrer letzten Session 1957 für Capitol wurden sie von den Desert Stars begleitet, einer Band, die Merle Haggard und Buck Owens als Mitglieder hatte. Mit Haggard als Gitarristen hatten die Farmer Boys schon vorher zusammen gespielt. Dies waren ihre letzten Aufnahmen, bis 1964 trat das Duo jedoch noch auf.

## Diskografie
| Jahr | Titel A                  | Titel B                   | Plattenfirma    |
| ---- | ------------------------ | ------------------------- | --------------- |
| 1955 | You’re Humdinger         | I’m Just Too Lazy         | Capitol Records |
| 1955 | It Pays To Advertise     | You Lied                  | Capitol Records |
| 1956 | Lend A Helpin’ Hand      | Onions, Onions            | Capitol Records |
| 1956 | Flip Flop                | Charming Betsy            | Capitol Records |
| 1956 | My Baby Done Left Me     | Somehow, Someway, Someday | Capitol Records |
| 1956 | Oh! How It Hurts         | Cool Down Mame            | Capitol Records |
| 1957 | Flash, Crash and Thunder | Someone To Love           | Capitol Records |
| 1957 | No One                   | Yearning, Burning Heart   | Capitol Records |